# Эстиваль
Эстива́ль (фр. Estivals, окс. Estival) — коммуна во Франции, находится в регионе Лимузен. Департамент — Коррез. Входит в состав кантона Брив-ла-Гайард-Сюд-Уэст. Округ коммуны — Брив-ла-Гайард.
Код INSEE коммуны — 19077.
Коммуна расположена приблизительно в 440 км к югу от Парижа, в 95 км южнее Лиможа, в 36 км к юго-западу от Тюля.

## Население
Население коммуны на 2008 год составляло 135 человек.
| 1962 | 1968 | 1975 | 1982 | 1990 | 1999 | 2008 |
| ---- | ---- | ---- | ---- | ---- | ---- | ---- |
| 113  | 123  | 101  | 102  | 109  | 119  | 135  |

## Экономика
В 2007 году среди 82 человек в трудоспособном возрасте (15-64 лет) 64 были экономически активными, 18 — неактивными (показатель активности — 78,0 %, в 1999 году было 79,2 %). Из 64 активных работали 61 человек (35 мужчин и 26 женщин), безработных было 3 (0 мужчин и 3 женщины). Среди 18 неактивных 6 человек были учениками или студентами, 8 — пенсионерами, 4 были неактивными по другим причинам.

## Достопримечательности
- Церковь Сен-Бартелеми (XI век). Памятник истории с 1925 года[3]